# Calvin Harris
Calvin Harris, pseudonimo di Adam Richard Wiles (Dumfries, 17 gennaio 1984), è un disc jockey, cantante e produttore discografico britannico.
Classe 1984, è considerato uno dei disc jockey di maggiore successo di sempre, con ben quattro candidature al Grammy Award. Ha vinto l'ambita statuetta nel 2013, per la categoria Miglior video, grazie al celebre singolo, We Found Love, con la collaborazione di Rihanna. Secondo la rivista Forbes, dal 2013 Harris è il DJ più pagato al mondo: si stima infatti, che abbia guadagnato, solo nel 2014, circa 66 milioni di dollari, con un altro suo enorme successo, Summer.
Dal 2010 è presente nella prestigiosa classifica Top100Djs della rivista Dj Magazine con il piazzamento più alto al n°11 nel 2014 e nel 2015.

## Biografia
Infanzia e gioventù.
Calvin Harris, nato Adam Richard Wiles, è nato il 17 gennaio 1984 a Dumfries, in Scozia, però da genitori inglesi: sua madre era una casalinga, mentre suo padre un biochimico, e i due si sposarono nella loro città natale, Oxford, prima di trasferirsi a Dumfries. Ha una sorella maggiore e un fratello minore.
Dopo aver lasciato la scuola, la Dumfries High School, ha lavorato come cassiere presso vari supermercati, nonché in una fabbrica locale di lavorazione del pesce: con i soldi guadagnati si comprò la sua prima console da DJ. Infatti, nel 1999, all'età di 15 anni, iniziò a registrare demo nella sua camera da letto.

## Carriera

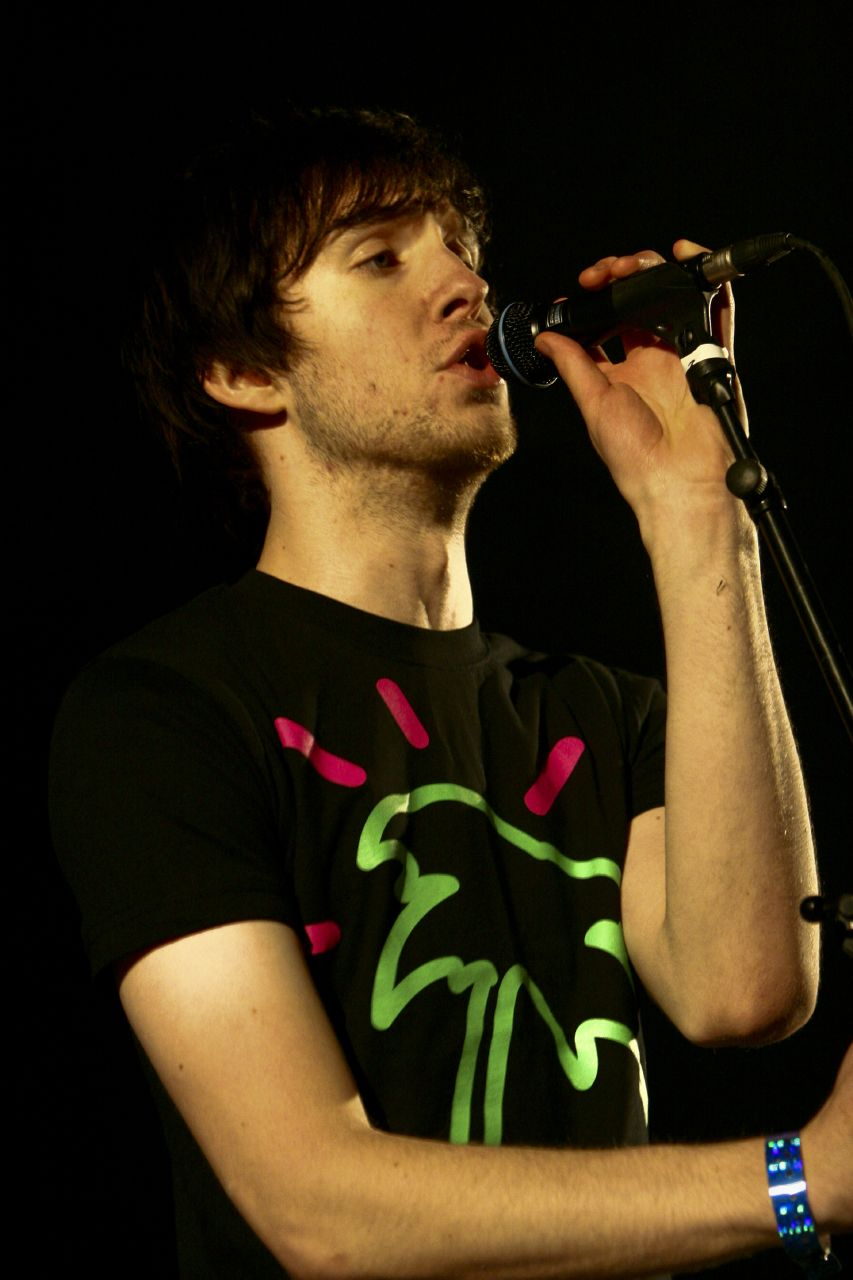
Calvin Harris 24enne all'inizio della sua carriera, nel 2008

Ottiene i suoi primi successi all'età di soli 18 anni: i suoi brani, Da Bongos e Brighter Days, vengono pubblicati nel 2002 come singoli e in vinile, per le discoteche, sotto il nome di Stouffer. Nel 2006 Harris firma un contratto, sia con la EMI che con la Sony BMG, dopo la popolarità acquisita grazie al social network Myspace.
Il 29 giugno 2007 ha pubblicato il primo album in studio, I Created Disco, disco d'oro e contenente i singoli, Acceptable in the 80s e The Girls, i quali hanno avuto un grande riscontro da parte del pubblico. Per promuovere, I Created Disco, Harris ha girato tutto il Regno Unito in supporto ai tour dei Faithless e dei Groove Armada. Ha inoltre scritto e prodotto per numerosi altri interpreti, come l'album X di Kylie Minogue ed il brano, Dance wiv Me in collaborazione con il rapper, Dizzee Rascal.
Il suo secondo album, Ready for the Weekend, venne pubblicato il 17 agosto 2009 raggiungendo, pochi giorni dopo l'uscita, la prima posizione nella classifica degli album più venduti nel Regno Unito. L'album contiene i singoli, I'm Not Alone, Ready for the Weekend, Flashback e You Used to Hold Me. Un remix dell'album intitolato L.E.D. Festival è stato pubblicato nel luglio 2010 come allegato gratuito al numero di agosto di Mixmag.
Nello stesso anno Harris fonda la sua nuova etichetta discografica, la Fly Eye Records, stilisticamente soltanto Fly Eye, affiancata alla Spinnin Records. Il primo singolo, Gecko di Mr.Blink, venne pubblicato nel maggio 2010. Nel 2014 l’etichetta discografica si unisce alla Sony Music, portando nuovi talenti emergenti, tra i quali Jewelz & Sparks, BURNS, Firebeatz, Mightyfools, Mike Hawkins, Tujamo, Mogwai, Lucky Charmes, Henry Fong, D.O.D., Sikdope ed Autoerotique. Nel 2016, Harris annuncia il ritiro dell’etichetta, in quanto lo stesso DJ ha affermato di volersi concentrare soltanto sulla musica EDM e Pop. L’ultimo singolo è stato pubblicato il 23 luglio 2016 ed è stato OTF di Autoerotique ed Hunter Siegel.
Nel 2011 ha collaborato con la cantante Rihanna, aprendo i concerti di alcune date europee del Loud Tour, collaborando alle tracce del suo sesto album, Talk That Talk, in particolare, We Found Love, e Where Have You Been diventati successi mondiali. We Found Love è stata in vetta alla Billboard Hot 100 per dieci settimane, diventando uno dei brani più commercialmente venduti nella storia della musica.
Nel 2012, grazie alla collaborazione con Ne-Yo, ha prodotto Let's Go, brano di grande successo. Nello stesso anno ha re-mixato Spectrum (Say My Name), cantata dai Florence and the Machine, altro brano di grande successo. Successivamente, in collaborazione sempre con la cantante dei Florence and the Machine, Florence Welch, ha prodotto Sweet Nothing, canzone inclusa nel suo album 18 Months, pubblicato il 29 ottobre 2012. Sono dieci i singoli estratti dall'album che hanno raggiunto la top 10. Ciò ha reso Harris l'artista con più singoli estratti da un solo album a posizionarsi in classifica, superando il record fino ad allora detenuto dalla pop star Michael Jackson. 18 Months riscuote un ottimo successo internazionale, tanto da esser candidato ai Grammy Awards 2014 nella categoria miglior album dance/elettronico.
Il 7 ottobre 2013, Calvin pubblica Under Control, brano in collaborazione con il collega Alesso. Under Control ha ottenuto un immediato successo in territorio britannico, debuttando in vetta alle classifiche. Il brano Summer è stato pubblicato nel marzo del 2014. Il singolo ha raggiunto il primo posto nelle classifiche del Regno Unito, divenendo la sesta hit del cantante in testa alla Official Charts Company ed anche il suo più grande successo negli Stati Uniti, conquistandosi il 7º posto nella top 10. Summer è stata una hit dal successo commerciale anche in Italia, dove ha ricevuto un triplo disco di platino. Dopo aver promosso il singolo esibendosi in diversi festival, come il Coachella Festival, il deejay è poi tornato ad incidere un nuovo pezzo, Blame, questa volta con la collaborazione di John Newman, anch'esso divenuto una hit in prima posizione nel Regno Unito. Il mese successivo, uscì il quarto singolo, Outside,nel quale Harris collabora con la cantante Ellie Goulding per la seconda volta nella sua carriera: infatti i due avevano già collaborato in ambito musicale. Nel 2012 avevano pubblicato la hit di successo, I Need Your Love, hit che aveva contribuito a far conoscere la Goulding in tutto il mondo. Il 4 novembre 2012 venne pubblicato il quarto album del deejay, Motion, album che ricevuto in tutto il mondo un buon riscontro di vendite.

Nel 2015 viene scelto come testimonial mondiale della linea Emporio Armani primavera/estate 2015 oltre a quella Emporio Armani Eyewear, Emporio Armani orologi ed Emporio Armani Underwear, lo stesso Giorgio Armani ha dichiarato su di lui: 
 Nel gennaio 2015, la rivista Billboard ha pubblicato la classifica dei 20 migliori brani dal 2010, piazzando al primo posto, We Found Love, realizzato da Rihanna con la sua collaborazione. Nel luglio del 2015, Harris è tornato a produrre musica, pubblicando per le radio il singolo, How Deep Is Your Love, il cui video vide la presenza della famosa supermodella americana Gigi Hadid. Il singolo conquistò le classifiche in Australia, divenendo così il primo brano del cantante ad aver raggiunto tale successo nel Paese.

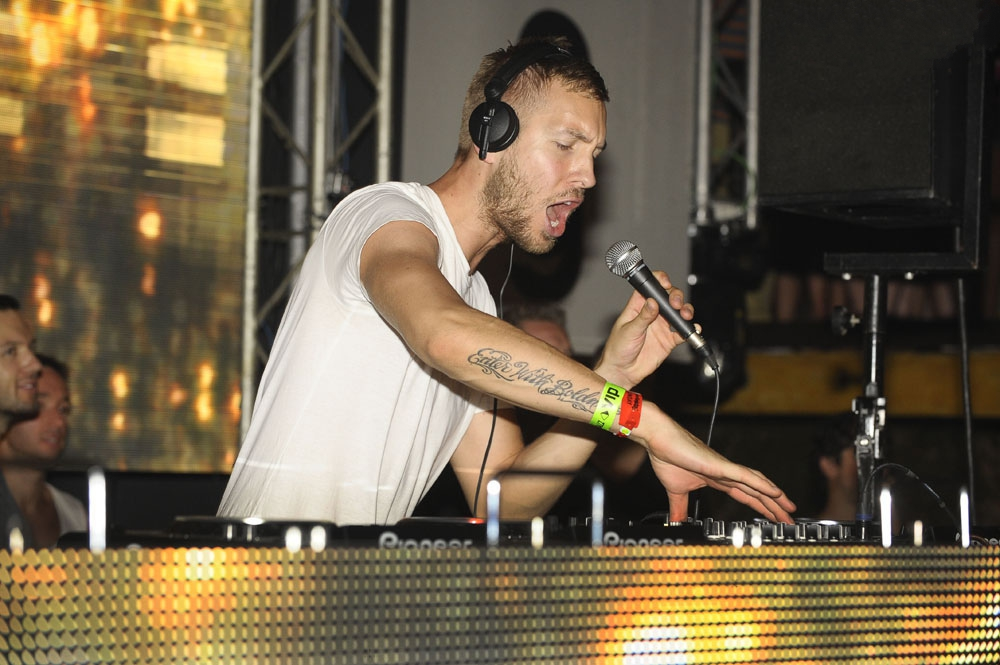
Calvin Harris all'Amnesia, Ibiza, Spagna nel 2012

Nel 2016 Harris ha ricevuto tre nomination ai BRIT Awards, senza però ottenere alcuna vittoria. Il 27 aprile 2016, il disc jockey ha annunciato, tramite i suoi social network, che il 29 aprile 2016 sarebbe stata pubblicata una nuova canzone, This Is What You Came For, in collaborazione con Rihanna, scritta dallo stesso Calvin Harris insieme a Nils Sjöberg, pseudonimo della cantante statunitense Taylor Swift. Il 28 agosto 2016, Harris si aggiudica la vittoria di due statuette agli MTV Video Music Awards 2016, una per il miglior video maschile con This Is What You Came For ed un'altra per il miglior video elettronico con How Deep Is Your Love. Sempre nello stesso anno è stato produttore del singolo di John Newman Olé, pubblicato l'8 luglio 2016. Il 6 settembre 2016 ha pubblicato un nuovo singolo dal titolo My Way.
Il 21 febbraio 2017 ha, in collaborazione con Frank Ocean ed il gruppo Hip-Hop Migos, annunciato la pubblicazione della canzone Slide. La canzone venne poi distribuita il 25 febbraio 2017. Il mese seguente Calvin Harris ha pubblicizzato il singolo, Amenit in collaborazione con Dua Lipa. Ha pubblicato un brano in collaborazione con Young Thug, Ariana Grande, e Pharrell Williams, intitolato Heatstroke. Nel mese di maggio ha annunciato il suo nuovo album, Funk Wav Bounces Vol. 1, del quale è già disponibile dal momento dell'annuncio la traccia, Rollin. L'album venne pubblicato il 30 giugno 2017. Sono presenti, fra gli altri, Travis Scott, Kehlani, Future, Katy Perry, Big Sean, John Legend, Khalid, Schoolboy Q, D.R.A.M., Nicki Minaj, Lil Yachty, Jessie Reyez, PARTYNEXTDOOR e Snoop Dogg. Il 16 giugno 2017 pubblica Feels come quarto brano del nuovo album e il 27 giugno 2017 il videoclip della canzone è disponibile sul canale YouTube dell'artista. Il 17 ottobre dello stesso anno esce Faking It, quinto singolo estratto dall'album.
L'8 febbraio 2018 è stato pubblicato il singolo Nuh Ready Nuh Ready, in collaborazione con PartyNextDoor.
Il 6 aprile 2018 ha pubblicato con la collaborazione di Dua Lipa il singolo One Kiss, mentre il 17 agosto 2018 il singolo Promises, in collaborazione con Sam Smith.
Il 22 ottobre 2018 è stato pubblicato l'EP Normani x Calvin Harris di Calvin Harris e Normani dal quale è stato estratto il singolo, Checklist.
Il 2 novembre 2018 ha collaborato con Benny Blanco al singolo I Found You. Lo stesso singolo è stato ripubblicato il 4 gennaio 2019 in una nuova versione acustica intitolata I Found You / Nilda's Story, al quale ha collaborato Miguel.

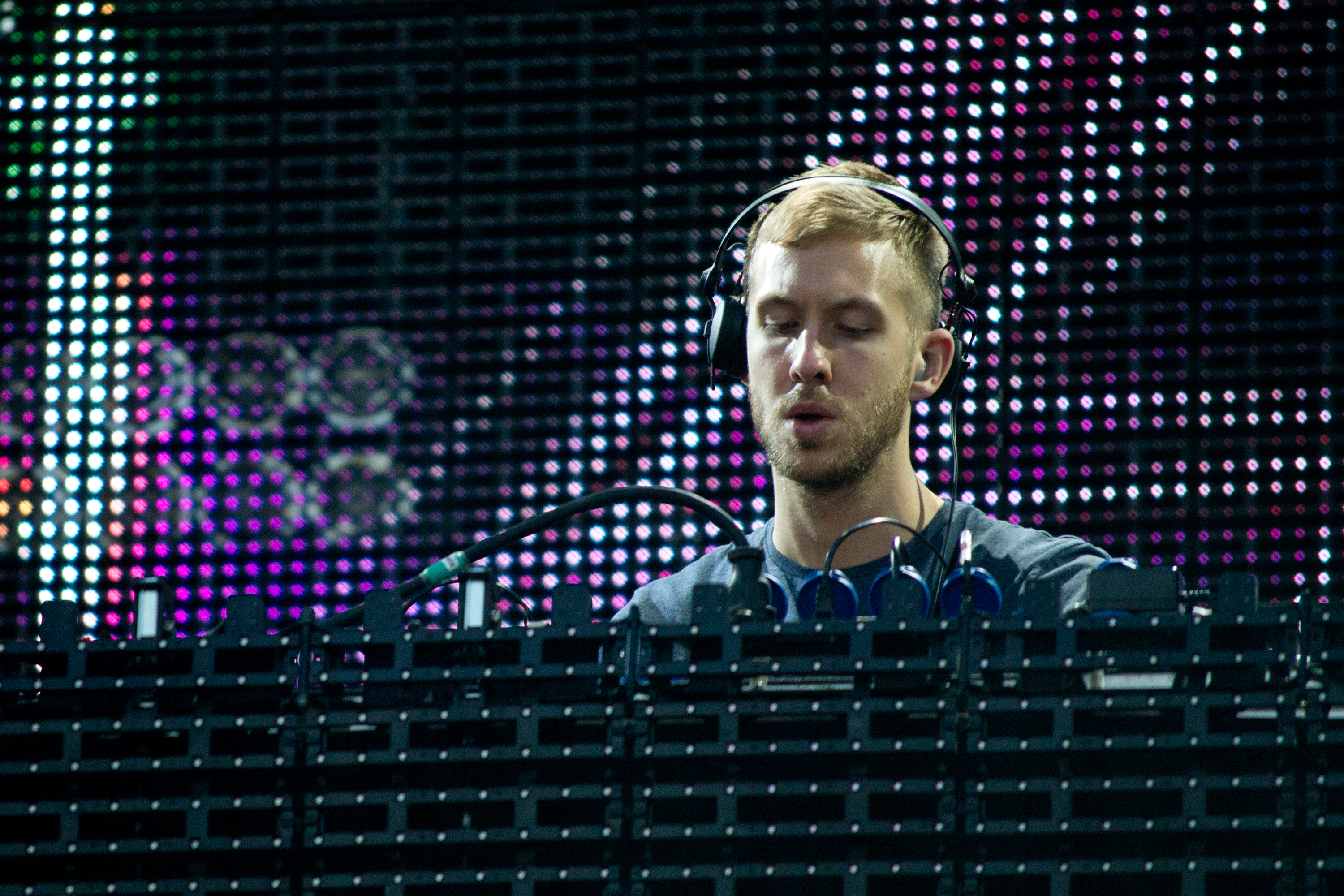
Calvin Harris a Madrid nel 2012

l'11 gennaio 2019 ha pubblicato il singolo Giant, al quale ha collaborato alla parte vocale Rag'n'Bone Man.
Il 28 agosto 2020 ha pubblicato il singolo Over Now, con la partecipazione di The Weeknd.

## Stile musicale
I primi due album di Harris contenevano principalmente musica electroclash e nu-disco, largamente influenzata dalla musica degli anni ottanta. Nel suo terzo album in studio 18 Months e il successivo Motion, la sua musica si è in gran parte liberata da queste influenze, avvicinandosi all'EDM e all'electro house. A seguito del suo disinteresse professato nel suo singolo "My Way", Harris passò al funk nel suo quinto album in studio Funk Wav Bounces Vol. 1, mentre reintroduceva anche alcuni elementi musicali delle sue opere precedenti.
Nel 2016, Harris ha dichiarato che i Jamiroquai e Fatboy Slim lo avevano ispirato a fare musica.

## Vita privata
Secondo Forbes Harris ha guadagnato 46 milioni tra maggio 2012 e maggio 2013, per la sua musica, il tour e la sua residenza a Las Vegas che lo ha inserito come DJ più pagato dell'anno. Nel 2014, Harris è tornato al primo posto nell'elenco per il secondo anno consecutivo con un totale di 66 milioni di guadagni annuali. Nel 2015, Harris è stato in cima alla lista dei DJ più pagati per il terzo anno consecutivo, dopo aver guadagnato 66 milioni di dollari nei precedenti 12 mesi. Su The Sunday Times 2015 Harris è stato classificato come il 30º milionario britannico più ricco nella musica, con una fortuna personale di 105 milioni.
Harris ha frequentato la cantante britannica Rita Ora da aprile 2013 a giugno 2014. Da marzo 2015 a giugno 2016, Harris ha frequentato la cantautrice americana Taylor Swift..

## Discografia
- 2007 – I Created Disco
- 2009 – Ready for the Weekend
- 2012 – 18 Months
- 2014 – Motion
- 2017 – Funk Wav Bounces Vol. 1
- 2022 – Funk Wav Bounces Vol. 2
- 2024 – 96 Months

## Riconoscimenti
| Anno | Riconoscimento                            | Categoria                                | Titolo                                          | Risultato       |
| ---- | ----------------------------------------- | ---------------------------------------- | ----------------------------------------------- | --------------- |
| 2007 | BT Digital Music Awards                   | Best Electronic Artist or DJ             | –                                               | Candidato/a     |
| 2007 | Q Awards                                  | Best Breakthrough Artist                 | –                                               | Candidato/a     |
| 2008 | Xfm New Music Award                       | –                                        | I Created Disco                                 | Candidato/a     |
| 2008 | Shortlist Music Prize Award               | –                                        | I Created Disco                                 | Candidato/a     |
| 2008 | Popjustice £20 Music Prize                | –                                        | Dance Wiv Me                                    |                 |
| 2009 | The Music Producers Guild Awards          | Best Remixer                             | –                                               | Vincitore/trice |
| 2009 | BRIT Awards                               | British Single                           | Dance Wiv Me                                    | Candidato/a     |
| 2009 | NME Awards                                | Best Dancefloor Filler                   | Dance Wiv Me                                    | Vincitore/trice |
| 2009 | Ivor Novello Awards                       | Best Contemporary Song                   | Dance Wiv Me                                    | Candidato/a     |
| 2009 | Popjustice £20 Music Prize                | Best Contemporary Song                   | I'm Not Alone                                   | Candidato/a     |
| 2010 | BRIT Awards                               | Best British Male                        | –                                               | Candidato/a     |
| 2012 | MTV Video Music Awards Japan              | Best Pop                                 | "We Found Love" (con Rihanna)                   | Candidato/a     |
| 2012 | Billboard Music Awards                    | Top Radio Song                           | "We Found Love" (con Rihanna)                   | Candidato/a     |
| 2012 | MuchMusic Video Awards                    | International Video of the Year - Artist | "We Found Love" (con Rihanna)                   | Candidato/a     |
| 2012 | Teen Choice Awards                        | Electronic Dance Music Artist            | Calvin Harris                                   | Candidato/a     |
| 2012 | MTV Video Music Awards                    | Best Electronic Video                    | "Feel So Close"                                 | Vincitore/trice |
| 2012 | International Dance Music Awards          | Best R&B/Urban Dance Track               | "We Found Love" (con Rihanna)                   | Vincitore/trice |
| 2012 | International Dance Music Awards          | Best Commercial/Pop Dance Track          | "We Found Love" (con Rihanna)                   | Vincitore/trice |
| 2012 | NRJ Music Awards                          | Best Song International                  | "We Found Love" (con Rihanna)                   | Candidato/a     |
| 2012 | mtvU Woodie Awards                        | EDM Effect Woodie                        | "We Found Love" (con Rihanna)                   | Vincitore/trice |
| 2012 | Los Premios 40 Principales América        | Best International New Act               | Calvin Harris                                   | Candidato/a     |
| 2012 | Los Premios 40 Principales América        | Best International Dance Act             | Calvin Harris                                   | Candidato/a     |
| 2012 | American Music Award                      | Artista EDM preferito                    | Calvin Harris                                   | Candidato/a     |
| 2012 | MTV Europe Music Awards                   | Best Electronic Act                      | Calvin Harris                                   | Candidato/a     |
| 2012 | MTV Europe Music Awards                   | Best Song                                | "We Found Love" (con Rihanna)                   | Candidato/a     |
| 2012 | MTV Europe Music Awards                   | Best Video                               | "We Found Love" (con Rihanna)                   | Candidato/a     |
| 2013 | NME Awards                                | Dancefloor Anthem                        | "Sweet Nothing" (featuring Florence Welch)      | Vincitore/trice |
| 2013 | Grammy Awards                             | Best Dance Recording                     | "Let's Go" (featuring Ne-Yo)                    | Candidato/a     |
| 2013 | Grammy Awards                             | Best Short Form Music Video              | "We Found Love" (con Rihanna)                   | Vincitore/trice |
| 2013 | BRIT Awards                               | British Male Solo Artist                 | Calvin Harris                                   | Candidato/a     |
| 2013 | ASCAP Pop Music Awards                    | Most Performed Song                      | "We Found Love" (con Rihanna)                   | Vincitore/trice |
| 2013 | ASCAP Pop Music Awards                    | Most Performed Song                      | "Let's Go" (featuring Ne-Yo)                    | Vincitore/trice |
| 2013 | ASCAP Pop Music Awards                    | Most Performed Song                      | "Where Have You Been"                           | Vincitore/trice |
| 2013 | ASCAP Pop Music Awards                    | Most Performed Song                      | "Feel So Close"                                 | Vincitore/trice |
| 2013 | Billboard Music Awards                    | Top EDM Song                             | "Sweet Nothing" (featuring Florence Welch)      | Candidato/a     |
| 2013 | Billboard Music Awards                    | Top EDM Song                             | "Feel So Close"                                 | Candidato/a     |
| 2013 | Billboard Music Awards                    | Top Dance Artist                         | Calvin Harris                                   | Candidato/a     |
| 2013 | Billboard Music Awards                    | Top EDM Artist                           | Calvin Harris                                   | Candidato/a     |
| 2013 | MTV Video Music Awards Japan              | Best Collaboration                       | "Sweet Nothing" (featuring Florence Welch)      | Candidato/a     |
| 2013 | International Dance Music Awards          | Best Commercial/Pop Dance Track          | "Sweet Nothing" (featuring Florence Welch)      | Vincitore/trice |
| 2013 | International Dance Music Awards          | Best Progressive Track                   | "Sweet Nothing" (featuring Florence Welch)      | Candidato/a     |
| 2013 | International Dance Music Awards          | Best Music Video                         | "Sweet Nothing" (featuring Florence Welch)      | Candidato/a     |
| 2013 | International Dance Music Awards          | Best Remixer                             | Calvin Harris                                   | Candidato/a     |
| 2013 | International Dance Music Awards          | Best Artist (Solo)                       | Calvin Harris                                   | Candidato/a     |
| 2013 | Teen Choice Awards                        | Electronic Dance Music Artist            | Calvin Harris                                   | Candidato/a     |
| 2013 | MTV Video Music Awards                    | Best Collaboration                       | "I Need Your Love" (featuring Ellie Goulding)   | Candidato/a     |
| 2013 | MTV Video Music Awards                    | Best Song of the Summer                  | "I Need Your Love" (featuring Ellie Goulding)   | Candidato/a     |
| 2013 | Scottish Album of the Year                | Album of the Year                        | 18 Months                                       | Candidato/a     |
| 2013 | Ivor Novello Awards                       | Songwriter of the Year                   | Calvin Harris                                   | Vincitore/trice |
| 2013 | MTV Europe Music Awards                   | Best Electronic Act                      | Calvin Harris                                   | Candidato/a     |
| 2013 | MTV Europe Music Awards                   | Best UK & Ireland Act                    | Calvin Harris                                   | Candidato/a     |
| 2013 | American Music Award                      | Favorite EDM Artist                      | Calvin Harris                                   | Candidato/a     |
| 2014 | BRIT Awards                               | British Single                           | "I Need Your Love" (featuring Ellie Goulding)   | Candidato/a     |
| 2014 | BRIT Awards                               | British Video                            | "I Need Your Love" (featuring Ellie Goulding)   | Candidato/a     |
| 2014 | Grammy Awards                             | Best Dance/Electronica Album             | 18 Months                                       | Candidato/a     |
| 2014 | Grammy Awards                             | Best Dance Recording                     | "Sweet Nothing" (featuring Florence Welch)      | Candidato/a     |
| 2014 | iHeartRadio Music Awards                  | EDM Song of the Year                     | "Sweet Nothing" (featuring Florence Welch)      | Candidato/a     |
| 2014 | Billboard Music Awards                    | Top Dance/Electronic Artist              | Calvin Harris                                   | Candidato/a     |
| 2014 | Teen Choice Awards                        | Electronic Dance Music Artist            | Calvin Harris                                   | Vincitore/trice |
| 2014 | Teen Choice Awards                        | EDM Song                                 | "Summer"                                        | Candidato/a     |
| 2014 | Teen Choice Awards                        | Summer Song                              | "Summer"                                        | Candidato/a     |
| 2014 | MTV Video Music Awards                    | Best Dance Video                         | "Summer"                                        | Candidato/a     |
| 2014 | Los Premios 40 Principales América        | Best English Language Song               | "Summer"                                        | Vincitore/trice |
| 2014 | Los Premios 40 Principales América        | Best English Language Act                | Calvin Harris                                   | Candidato/a     |
| 2014 | MTV Europe Music Awards                   | Best Electronic Act                      | Calvin Harris                                   | Vincitore/trice |
| 2014 | MTV Europe Music Awards                   | Best UK & Ireland Act                    | Calvin Harris                                   | Candidato/a     |
| 2014 | American Music Award                      | Favorite EDM Artist                      | Calvin Harris                                   | Vincitore/trice |
| 2014 | BMI London Awards                         | Song of the Year                         | "I Need Your Love" (featuring Ellie Goulding)   | Candidato/a     |
| 2015 | BRIT Awards                               | British Single                           | "Summer"                                        | Candidato/a     |
| 2015 | BRIT Awards                               | British Video                            | "Summer"                                        | Candidato/a     |
| 2015 | iHeartRadio Music Awards                  | Dance Song                               | "Summer"                                        | Vincitore/trice |
| 2015 | iHeartRadio Music Awards                  | Dance Song                               | "Blame" (featuring John Newman)                 | Candidato/a     |
| 2015 | Billboard Music Awards                    | Top Dance/Electronic Artist              | Calvin Harris                                   | Vincitore/trice |
| 2015 | Billboard Music Awards                    | Top Dance/Electronic Song                | "Summer"                                        | Candidato/a     |
| 2015 | Billboard Music Awards                    | Top Dance/Electronic Album               | Motion                                          | Candidato/a     |
| 2015 | ARIA Music Awards                         | Best international artist                | Motion                                          | Candidato/a     |
| 2015 | American Music Award                      | Favorite EDM Artist                      | Calvin Harris                                   | Vincitore/trice |
| 2016 | BRIT Awards                               | British Male Solo Artist                 | Calvin Harris                                   | Candidato/a     |
| 2016 | BRIT Awards                               | British Single                           | "How Deep is Your Love" (con i Disciples)       | Candidato/a     |
| 2016 | BRIT Awards                               | British Video                            | "How Deep is Your Love" (con i Disciples)       | Candidato/a     |
| 2016 | Electronic Music Awards & Foundation Show | Single Of The Year                       | "How Deep is Your Love" (con i Disciples)       | Candidato/a     |
| 2016 | Electronic Music Awards & Foundation Show | Album Of The Year                        | Motion                                          | Candidato/a     |
| 2016 | NRJ Music Awards                          | Best Live Performance                    | Calvin Harris                                   | Candidato/a     |
| 2016 | NRJ Music Awards                          | Best International DJ                    | Calvin Harris                                   | Candidato/a     |
| 2016 | iHeartRadio Music Awards                  | Dance Artist of the Year                 | Calvin Harris                                   | Vincitore/trice |
| 2016 | Teen Choice Awards                        | Choice Summer Song                       | "This Is What You Came For" (featuring Rihanna) | Candidato/a     |
| 2016 | Teen Choice Awards                        | Choice Music: Party Song                 | "This Is What You Came For" (featuring Rihanna) | Candidato/a     |
| 2016 | MTV Video Music Awards                    | Best Male Video                          | "This Is What You Came For" (featuring Rihanna) | Vincitore/trice |
| 2016 | MTV Video Music Awards                    | Best Collaboration                       | "This Is What You Came For" (featuring Rihanna) | Candidato/a     |
| 2016 | MTV Video Music Awards                    | Best Electronic Video                    | "How Deep is Your Love" (con i Disciples)       | Vincitore/trice |
| 2016 | American Music Award                      | Favorite EDM Artist                      | Calvin Harris                                   | Candidato/a     |
| 2017 | BRIT Awards                               | British Single                           | "This Is What You Came For" (featuring Rihanna) | Candidato/a     |
| 2017 | BRIT Awards                               | British Video                            | "This Is What You Came For" (featuring Rihanna) | Candidato/a     |
| 2017 | iHeartRadio Music Awards                  | Best Collaboration                       | "This Is What You Came For" (featuring Rihanna) | Candidato/a     |
| 2017 | iHeartRadio Music Awards                  | Best Music Video                         | "This Is What You Came For" (featuring Rihanna) | Candidato/a     |
| 2017 | iHeartRadio Music Awards                  | Dance Artist of the Year                 | Calvin Harris                                   | Candidato/a     |
| 2017 | Kids' Choice Awards                       | Favorite DJ/EDM Artist                   | Calvin Harris                                   | Vincitore/trice |
| 2017 | Billboard Music Awards                    | Top Dance/Electronic Artist              | Calvin Harris                                   | Candidato/a     |
| 2017 | Billboard Music Awards                    | Top Dance/Electronic Song                | "This Is What You Came For" (featuring Rihanna) | Candidato/a     |
| 2017 | Teen Choice Awards                        | Electronic Dance Music Artist            | Calvin Harris                                   | Vincitore/trice |
| 2017 | MTV Video Music Awards                    | Best Dance Video                         | "My Way"                                        | Candidato/a     |